# Luigi Mancini

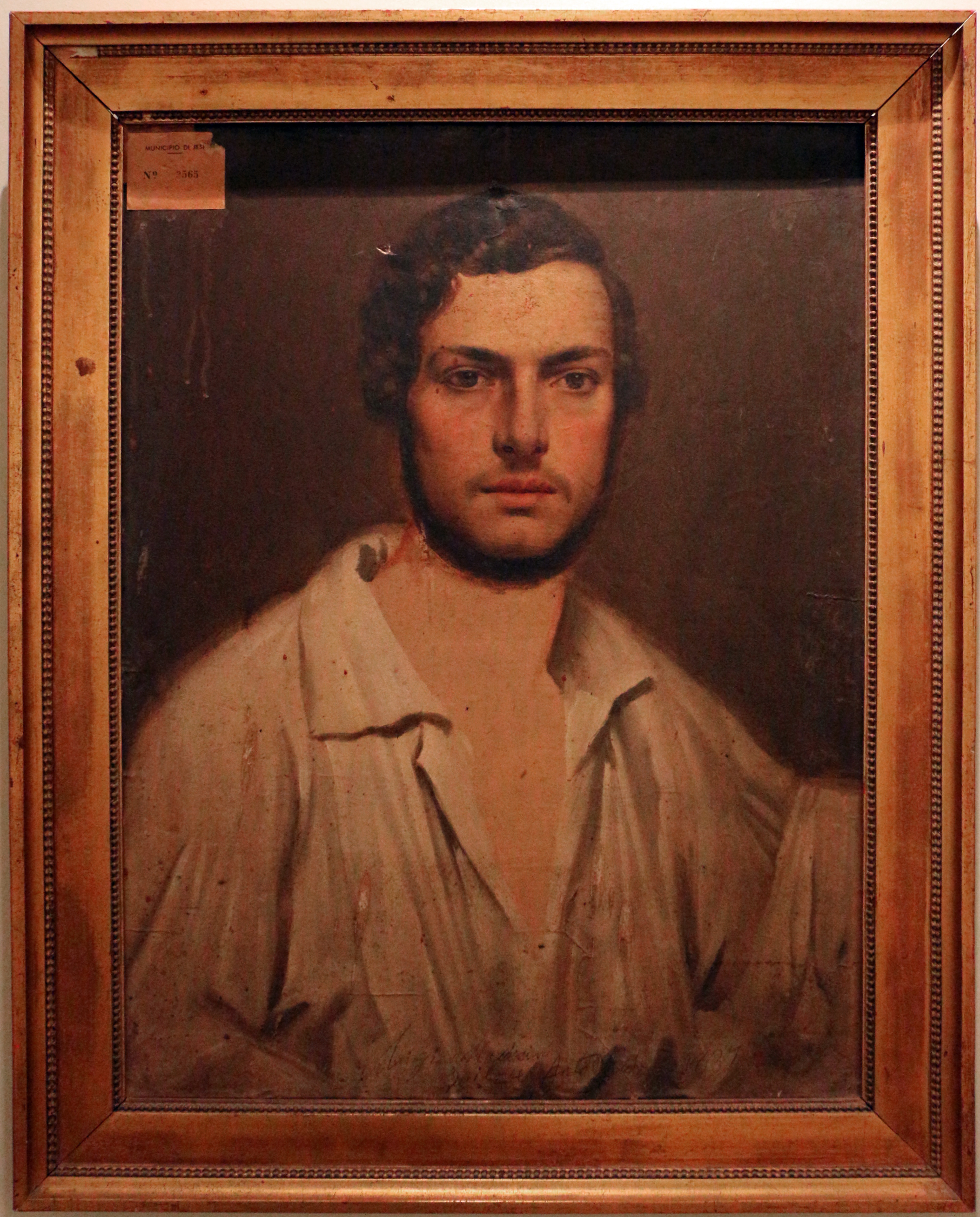
Autoritratto, 1837, Pinacoteca civica, Jesi.

Luigi Mancini (Jesi, 1819 – Jesi, 3 giugno 1881) è stato un pittore italiano.

## Biografia
Luigi Mancini vinse delle borse di studio dal Comune che gli permise di intraprendere gli studi artistici a Roma presso Tommaso Minardi e, in seguito a Venezia.
Il suo stile, seppur con una certa veste accademica, rivela un vivace e sicuro cromatismo; e caratterizzò per almeno un tretennio la pittura locale. Una delle sue prime opere è l’Autoritratto a 18 anni.
Di ritorno a Jesi, nel 1850 dipinse la tela raffigurante la Vittoriosa sortita di Roberto Santoni il giovane contro i Francesi nel 1557 per la Cappella delle Grazie nel Santuario omonimo e il sipario del Teatro Pergolesi con l'Ingresso di Federico II in Jesi nel 1220. Dal 1851 al 1857 lavorò agli affreschi della cupola della Chiesa di San Floriano con le Storie di San Francesco e le Virtù di San Floriano.
Lavorò molto, poi, per la Cattedrale di San Settimio per le celebrazioni centenarie del ritrovamento del corpo del Santo Patrono nel 1869, quando dipinse la pala dell’altar maggiore San Settimio inviato a Jesi quale primo vescovo da papa Marcello I, sei stendardi, uno per ciascuno degli altari laterali, ed una serie di 67 medaglioni da collocare sotto il cornicione interno della chiesa, corrispondenti ai ritratti di altrettanti Vescovi di Jesi, da San Settimio a Rambaldo Magagnini. Le ultime sue opere vennero eseguite nel 1880 e si trova nella cappella di Palazzo Mereghi: i Quattro Evangelisti sopra i coretti.

### Opere

Ingresso di Federico II in Jesi nel 1220, 1850, Sipario del Teatro Pergolesi, Jesi

- Autoritratto, 1837, Pinacoteca civica, Jesi
- Vittoriosa sortita di Roberto Santoni il giovane contro i Francesi nel 1557, olio su tela, 1850, Cappella delle Grazie del Santuario omonimo, Jesi
- Ingresso di Federico II in Jesi nel 1220, 1850, Sipario del Teatro Pergolesi, Jesi
- Storie di San Francesco e le Virtù di San Floriano, affreschi, 1851-57, Chiesa di San Floriano, Jesi
- San Settimio inviato a Jesi quale primo vescovo da papa Marcello I, pala, 1869, Cattedrale di San Settimio, Jesi
- 67 Ritratti dei Vescovi, 1869, Cattedrale di San Settimio, Jesi
- Santissima Concezione, con Santa Elisabetta, San Leonardo, San Pasquale e altri santi[1], Pinacoteca civica, Jesi
- Mosè con le tavole della legge, 1880, Affresco della cupola della Cappella di Palazzo Mereghi, Jesi[4]
- Cristo Risorto, 1880, Affresco del catino della Cappella di Palazzo Mereghi, Jesi[4]